# Johan Christopher Pohlitz
Johan Christopher Pohlitz var en tenngjutarmästare i Stockholm, verksam 1723-1742/45. Pohlitz hade fått sin utbildning i Tyskland och invandrade därifrån till Sverige. Han sökte mästerskap och erhöll ett sådant i Stockholm den 17 juni 1723. Pohlitz var gift med Catharina Leffler ur en familj med anor i tenngjutaryrket. Pohlitz arbeten är företrädda på Nordiska museet i flera exemplar och är kända inte bara för gott hantverk utan även för sitt konstnärliga utförande. 